# Ranma ½
Ranma ½ (らんま½, Ranma Nibun no Ichi) is een Japanse mangaserie, bedacht, geschreven en getekend door Rumiko Takahashi. De manga is ook verwerkt tot een anime, een OVA-serie, en twee films.
In Japan werd de manga van 1987 tot 1996 gepubliceerd in Shogakukan's Shōnen Sunday. De manga en anime zijn ook buiten Japan erg bekend geworden.

## Verhaal
De 16-jarige Ranma Saotome en zijn vader (Genma) zijn naar China gereisd om daar hun vechttechnieken te kunnen verbeteren. Door een ongeluk vallen ze tijdens hun training allebei in een verwenste bron. Volgens een legende zouden eeuwen geleden mensen en dieren in deze bronnen zijn verdronken, en zal een ieder die in zo’n bron valt de gedaante van de verdronken persoon aannemen.
Dit gebeurt dus ook: Ranma valt in een put waar een meisje in gestorven is, en zijn vader in een bron waar een pandabeer in is verdronken. Als gevolg hiervan veranderen beiden nu iedere keer als ze in contact komen met koud water in respectievelijk dit meisje en een panda. Alleen contact met heet water kan hen terug doen veranderen naar hun oorspronkelijke gedaante. In zijn meisjesvorm noemt Ranma zichzelf Ranma-chan.
Na hun ongeluk reizen de twee terug naar Japan en gaan wonen bij een van Genma's vroegere vrienden, wiens dochter Akane nu met Ranma verloofd is. Dit brengt een heleboel problemen omdat Ranma en Akane elkaar niet kunnen uitstaan. De zaak wordt nog complexer wanneer er meer slachtoffers van de bronnen opduiken, en er onderling liefdes en moordzucht ontstaan. De Chinese vrouwelijke krijgster Shampoo wil bijvoorbeeld met Ranma-kun (mannelijk) trouwen maar Ranma-chan (vrouwelijk) vermoorden. Zelf verandert ze in een kat door contact met koud water. Ranma krijgt tevens te maken met Tatewaki Kuno, de aanvoerder van het kendoteam op de middelbare school.
De serie is noemenswaardig voor het feit dat het verhaal de grootste cast van personages bevat van alle series van Rumiko Takahashi.

## Media

### Manga
Takahashi haalde haar inspiratie voor Ranma ½ uit een groot aantal alledaagse locaties en voorwerpen. Zo zijn veel van de plaatsen in de manga gemodelleerd naar locaties in Nerima, Tokio, Japan. Ook zijn er links te vinden naar schilderijen en films.
Ranma ½ werd voor het eerst gepubliceerd in september 1987, vrijwel direct na de laatste publicatie van Takahashi's vorige werk; Urusei Yatsura. De manga verscheen wekelijks in het tijdschrift Shōnen Sunday, tot maart 1996.
Na de publicatie in Shōnen Sunday werd de manga in 1996 ook gepubliceerd in boekvorm. Er verschenen 38 volumes.
Behalve de reguliere verhaallijnen, verschenen er ook speciale uitgaven van Ranma ½.
In de Verenigde Staten werd de manga uitgebracht door VIZ Media. De publicatie begon in 1993, en de manga’s verschenen maandelijks.

### Anime
In 1989 werd de manga omgezet tot een animeserie. Deze serie liep tot 1992, met een totaal van 161 afleveringen.
Het verhaal van de anime blijft grotendeels trouw aan de originele opzet van de manga, maar de latere verhaallijnen verschillen sterk met die van de manga. Zo houdt Ranma zijn geheim in de anime langer verborgen dan in de manga, en wordt in de anime de voodoo-beoefenaar Hikaru Gosunkugi pas veel later geïntroduceerd. De anime verandert ook de volgorde waarin enkele gebeurtenissen plaatsvinden.
De serie telde meerdere regisseurs:
- Tomomitsu Mochizuki (seizoen 1)
- Tsutomu Shibayama (seizoen 1)
- Koji Sawai (seizoen 2 - seizoen 5)
- Junji Nishimura (seizoen 6 - seizoen 7)

### OVA’s
Tussen 1993 en 2008 verschenen 13 OVA’s van de serie, allemaal geregisseerd door Junji Nishimura. De OVA’s zijn:
| Nummer | Titel                                                                                                | Uitzenddatum     |
| ------ | --- | ---------------- |
| 1      | Shampoo's Sudden Switch - The Curse of the Contrary Jewel (Viz title: "Desperately Seeking Shampoo") | 7 december 1993  |
| 2      | Tendo Family Christmas Scramble                                                                      | 7 december 1993  |
| 3      | Akane vs. Ranma! I'll Be the One to Inherit Mother's Recipes! (Viz title: "Like Water for Ranma")    | 18 februari 1994 |
| 4      | Stormy Weather Comes to School! Growing Up With Miss Hinako                                          | 21 juni 1994     |
| 5      | The One to Carry On (1) (Viz title: "Akane And Her Sisters")                                         | 1 november 1994  |
| 6      | The One to Carry On (2)                                                                              | 1 november 1994  |
| 7      | Reawakening Memories (1) (Viz title: "An Akane to Remember")                                         | 16 december 1994 |
| 8      | Reawakening Memories (2)                                                                             | 3 juli 1995      |
| 9      | Team Ranma vs. the Legendary Phoenix (Viz title: "One Flew Over the Kuno's Nest")                    | 6 februari 1996  |
| 10     | Oh, Cursed Tunnel of Lost Love! Let My Love Be Forever                                               | 6 februari 1996  |
| 11     | Hell Hath No Fury Like Kasumi Scorned (Viz title: "Faster Kasumi! Kill! Kill!")                      | 17 november 1995 |
| 12     | The Two Akanes! "Ranma, Look at Me!"                                                                 | 4 juni 1996      |
| 13     | Nightmare! Incense of Spring Sleep                                                                   | 31 juli, 2008    |

### Films
- Ranma ½: Big Trouble in Nekonron, China
- Ranma ½: Nihao My Concubine
- Ranma ½:Team Ranma vs. The Legendary Phoenix